# Radosta (probošt)
Radosta, též Adrastus, byl 10. proboštem litoměřické kapituly sv. Štěpána v letech 1185–1206?.

## Život
Nejdříve byl v letech 1174–1178 dvorním kaplanem. V letech 1180–1182 se stal svatovítským kanovníkem. Od roku 1185 se stal 10. litoměřickým proboštem. V pramenech je uveden jako účastník zemského sněmu v Sadské roku 1189, kde byla vydána Statuta Konrádova. Jeho jméno s titulem probošta litoměřického je pak uvedeno v letech 1185–1188 vícekrát. Není známo, jak dlouho byl Radosta litoměřickým proboštem. Předpoklad historiků je, že až do roku 1206.